# Magnus Alkarp
Pour les articles homonymes, voir Magnus.
Magnus Alkarp, né le 31 mars 1959 à Uppsala, est un écrivain et un archéologue suédois, installé à Uppsala.

## Biographie
Magnus Alkarp étudie la musique et la composition à l'Académie de musique de Göteborg de 1977 à 1980, ainsi  que la dramaturgie et le cinéma. Il publie son premier roman en 1996, De gyllene åren (Les années d'or). En 2012, le théâtre d'Uppsala monte sa pièce Fyra dagar i april (Quatre jours en avril), qui traite des émeutes politiques à Uppsala au printemps 1943. Il a été chroniqueur dans les revues Upsala New Magazine et Uppsala Fria Tidning.
Alkarp a obtenu en novembre 2009 un doctorat en archéologie, avec des recherches sur l'histoire ancienne d'Uppsala, particulièrement sur la période de transition entre la période viking et le Moyen Âge.

## Publications
- De gyllene åren, roman, Stockholm, Gedin, 1996  (ISBN 91-7964-197-0).
- « Källan, lunden och templet - Adam av Bremens Uppsalaskildring i ny belysning », dans Fornvännen. Journal of swedisch antiquarian Research, vol. 92, 1997, p. 155-161 Lire en ligne.
- Mästaren vid vägens slut, roman historique, Stockholm, Wahlström & Widstrand, 1999  (ISBN 91-46-17420-6)
- Det Gamla Uppsala.  Berättelser & metamorfoser kring en alldeles särskild plats, Uppsala University, 2009[1]
- Fyra dagar i april, påskkravallerna i Uppsala 1943, 2013
- Vredens dag, 2015.